# Jean-Pierre Bazin
Pour les articles homonymes, voir Bazin.
Jean-Pierre Bazin, né le 1er décembre 1947 à Nantes (Loire-Inférieure), est un homme politique français.

## Biographie
Avant 1968, il succède à Jean-Yves Le Drian au poste responsable départemental de la Jeunesse ouvrière chrétienne dans le Morbihan. Puis, alors qu'il est étudiant à la faculté d'Histoire de Nantes, il est responsable départemental du mouvement des jeunes gaullistes, l'Union des jeunes pour le progrès.
Il adhère ensuite au RPR. En 2000, il est conseiller municipal de Nantes et conseiller régional des Pays de la Loire.

## Détail des fonctions et des mandats
Mandats parlementaires
- 19 juillet 1994 - 19 juillet 1999 : député européen, vice-président du groupe du Rassemblement des démocrates européens (19 juillet 1994-4 juillet 1995), puis vice-président du groupe Union pour l'Europe (5 juillet 1995-19 juillet 1999).